# Dixie Land
Dixie Land (alternativament escrit com Dixieland) és un documental ucraïnès del 2015.

## Trama
El documental es va filmar a la ciutat ucraïnesa de Kherson. La pel·lícula segueix quatre membres d’una orquestra infantil (Roman, Polina i dos xics anomenats Nikita) als quals els agrada tocar música Jazz estatunidenca. La pel·lícula se centra en la forta connexió dels xics amb el seu malhumorat però estimat professor, Semyon Nikolayevich Ryvkin.

## Estrena i distribució
Dixie Land va ser dirigida, escrita i editada per Roman Bondartxuk. Bondartxuk havia guanyat elogis com a documentalista gràcies a les seues primeres pel·lícules, com Euromaidan i Ukrainski xerifi. Es va estrenar a Ucraïna el 2015. La pel·lícula es va representar al Festival Internacional de Cinema d'Odessa, on va guanyar el premi Duc d'Or. La pel·lícula també es va presentar al festival Lielais Kristaps de Letònia el setembre de 2015 i al Festival de cinema documental Full Frame als Estats Units l'abril de 2016. La pel·lícula també es va emetre a la televisió a Finlàndia el març del 2017.

## Recepció
The Odessa Review va fer-ne una bona crítica. Dixie Land té una puntuació agregada de 7,2 sobre 10 a IMDb.